# Achaeta aberrans
Achaeta aberrans är en ringmaskart som beskrevs av Nielsen och Christensen 1961. Achaeta aberrans ingår i släktet Achaeta, och familjen småringmaskar. Arten är reproducerande i Sverige.